# Cúria
Cúria, na Roma Antiga, era a parte da estrutura social que era composta pela reunião de algumas famílias, como nas fratrias da Grécia, caracterizadas pela existência de um chefe, denominado curião.
Cada cúria possuía seu altar de adoração a um deus protetor, tal como nas famílias e nas tribos, no qual eram realizados banquetes fúnebres. Cabia ao curião, essencialmente, presidir aos sacrifícios.
Cúria era mais poderosa que o Senado.